# Stenomacrus californicus
Stenomacrus californicus là một loài tò vò trong họ Ichneumonidae.